# Eeles Landström
Eeles Landström (3. ledna 1932 – 29. června 2022) byl finský atlet, mistr Evropy ve skoku o tyči z let 1954 a 1958.
Celkem třikrát se zúčastnil olympijských her. V roce 1952 skončil čtrnáctý v desetiboji, v roce 1956 obsadil v soutěži tyčkařů sedmé místo a o čtyři roky později v Římě získal ve finále skoku o tyči bronzovou medaili. Dvakrát se v této disciplíně stal mistrem Evropy – v letech 1954 a 1958. Třináctkrát zlepšil finský rekord ve skoku o tyči, nejlépe na 457 cm v roce 1958.
Po skončení sportovní kariéry byl mj. pět let (1966–1971) poslancem finského parlamentu, byl rovněž zástupcem Finska v Evropské vysílací unii